# Механік (фільм, 2015)
«Механік» (фр. Le Garagiste) — канадський драматичний фільм, знятий дебютантом Рене Больйо. Прем'єра стрічки в Канаді відбулась 29 серпня 2015 року. Також фільм показали в головному конкурсі 45-го Київського міжнародного кінофестивалю «Молодість».

## У ролях
- Норман Д’Амур — Адрієн
- П’єр-Ів Кардінал
- Луїз Портал
- Наталі Кавеццалі
- Мішель Дюмон

## Визнання
| Нагороди та номінації фільму «Механік» | Нагороди та номінації фільму «Механік»          | Нагороди та номінації фільму «Механік» | Нагороди та номінації фільму «Механік» | Нагороди та номінації фільму «Механік» | Нагороди та номінації фільму «Механік» |
| Рік                                    | Нагорода                                        | Категорія                              | Номінант                               | Результат                              |                                        |
| -------------------------------------- | ----------------------------------------------- | -------------------------------------- | -------------------------------------- | -------------------------------------- | -------------------------------------- |
| 2015                                   | Київський міжнародний кінофестиваль «Молодість» | «Скіфський олень» за найкращий фільм   | «Механік»                              | Номінація                              |                                        |